# Musikjahr 2004
Liste der Musikjahre

◄◄ | ◄ | 2000 | 2001 | 2002 | 2003 | Musikjahr 2004 | 2005 | 2006 | 2007 | 2008 | ► | ►►

Weitere Ereignisse · Country-Musik
Dieser Artikel behandelt das Musikjahr 2004.

## Ereignisse

### Populäre Musik und Jazz
- 13. Januar: OutKast gewinnt bei den 46. Grammy Awards drei Preise, darunter das Album des Jahres für Speakerboxxx/The Love Below.
- 22. Januar: Der britische Singer-Songwriter Sting startet in Miami seine Sacred Love Tour.
- 06. Februar: Die deutsche Synthiepop-Formation Kraftwerk startet in Helsinki ihre Minimum Maximum Tour.
- 08. Februar: Norah Jones veröffentlicht ihr zweites Studioalbum Feels Like Home, das weltweit erfolgreich ist.
- 24. Februar: Kanye West veröffentlicht sein Debütalbum The College Dropout, das ihn zu einem bedeutenden Künstler im Hip-Hop macht.
- 09. März: Usher veröffentlicht sein Album Confessions, das weltweit große Erfolge feiert.
- 23. März: The Black Eyed Peas veröffentlichen die Single "Let’s Get It Started", die ein Hit wird.
- 19. April: Prince veröffentlicht sein Album Musicology, das als Comeback gefeiert wird.
- 01. Mai: Der britische Singer-Songwriter und Rock-Musiker Peter Gabriel startet seine Still Growing Up Tour.
- 15. Mai: Der Eurovision Song Contest 2004 findet in Istanbul, Türkei, statt. Ruslana aus der Ukraine gewinnt mit dem Song Wild Dances.
- 08. Juni: Velvet Revolver veröffentlicht ihr Debütalbum Contraband.
- 13. Juli: Lindsay Lohan veröffentlicht ihre Debütsingle Rumors.
- 06. August: Green Day veröffentlicht die Single "American Idiot" als Vorläufer für ihr gleichnamiges Album.
- 21. September: Green Day veröffentlicht ihr siebtes Studioalbum American Idiot, das sowohl kommerziell als auch von der Kritik gefeiert wird.
- 25. Oktober: Destiny’s Child veröffentlicht die Single "Lose My Breath".
- 09. November: Eminem veröffentlicht sein fünftes Studioalbum Encore.
- 23. November: U2 veröffentlicht ihr elftes Studioalbum How to Dismantle an Atomic Bomb.
- 07. Dezember: Gwen Stefani veröffentlicht ihr erstes Soloalbum Love. Angel. Music. Baby.
- 30. Dezember: Bei einem Großbrand in der Diskothek República Cromañón in Buenos Aires kommen fast zweihundert Personen ums Leben.

### Klassische Musik und Musiktheater
- 05. Oktober: Uraufführung des Musicals Jersey Boys (Jukebox-Musical über die Four Seasons) von Bob Gaudio im La Jolla Playhouse in San Diego.
- 12. November: Nach der Eröffnung als Konzertsaal am 14. Dezember des Vorjahres wird mit der seinerzeit modernsten Bühnentechnik der Welt auch der Opernbetrieb im am 29. Januar 1996 abgebrannten Teatro La Fenice in Venedig wieder aufgenommen.
- 01. Dezember: Nachdem der Berliner Senat den Berliner Symphonikern trotz Protesten die öffentlichen Zuschüsse gestrichen hat, wird ein Insolvenzverfahren über den Trägerverein eröffnet, um das Orchester in der Folge als privatwirtschaftlich geführtes Unternehmen erhalten zu können.
- Die Brandenburger Biennale, ein zweijährlich ausgerichteter internationaler Kompositionswettbewerb für zeitgenössische Orchestermusik in Zusammenarbeit mit den Brandenburger Symphonikern in Brandenburg an der Havel, wird erstmals veranstaltet.
- Das Musical Anton – Das Mäusemusical von Gertrud Pigor, Thomas Pigor und Jan-Willem Fritsch für Kinder ab 6 Jahren wird am Theater Konstanz uraufgeführt.

### Film und Fernsehen
- 05. Februar: In Berlin eröffnet der Spielfilm Unterwegs nach Cold Mountain von Anthony Minghella mit Jude Law, Nicole Kidman und Renée Zellweger in den Hauptrollen die Internationalen Filmfestspiele. Die Filmmusik stammt von Gabriel Yared, der dafür – zusammen mit T-Bone Burnett – einen British Academy Film Award in der Kategorie „Beste Filmmusik“ erhält.
- 29. Februar: Bei der Oscarverleihung ist Der Herr der Ringe: Die Rückkehr des Königs, der in allen elf nominierten Kategorien auch ausgezeichnet wird, erfolgreichster Film. Die Musik für Die Rückkehr des Königs von Howard Shore und auch der Titelsong Into the West wurden vielfach ausgezeichnet, unter anderem mit zwei Grammys und zwei Oscars.

### Weiteres
- 27. Mai: Das Online-Lexikon Musik und Gender im Internet ist im Internet verfügbar.

## Musikcharts

### Deutschland
| Singles                                                 | Position | Alben                                   |
| ------------------------------------------------------- | -------- | --------------------------------------- |
|                                                         |          |                                         |
| Dragostea din tei O-Zone                                | 1        | Anastacia                               |
| Lebt denn dr alte Holzmichl noch? De Randfichten        | 2        | Feels like Home Norah Jones             |
| Yeah! Usher feat. Ludacris & Lil Jon                    | 3        | Herz Rosenstolz                         |
| F**k It (I Don’t Want You Back) Eamon                   | 4        | Die Reklamation Wir sind Helden         |
| Can’t Wait Until Tonight Max                            | 5        | Folklore Nelly Furtado                  |
| Shut Up The Black Eyed Peas                             | 6        | Dick This! Dick Brave and the Backbeats |
| Augen auf! Oomph!                                       | 7        | Greatest Hits Robbie Williams           |
| Obsesión Aventura                                       | 8        | Life for Rent Dido                      |
| Dragostea din tei Haiducii                              | 9        | Live Summer 2003 Robbie Williams        |
| I Don’t Wanna Know Mario Winans feat. P. Diddy und Enya | 10       | Fallen Evanescence                      |

Die längsten Nummer-eins-Singles
Lieder, die die meiste Zeit während eines anderen Jahres auf Platz 1 der Charts verbrachten, werden hier nicht aufgeführt.
1. O-Zone – Dragostea din tei (14 Wochen)
2. Aventura – Obsesión (7 Wochen)
3. Eric Prydz – Call on Me (6 Wochen)

Die längsten Nummer-eins-Alben
Alben, die die meiste Zeit während eines anderen Jahres auf Platz 1 der Charts verbrachten, werden hier nicht aufgeführt.
1. Anastacia – Anastacia (9 Wochen)
2. Robbie Williams – Greatest Hits (7 Wochen)
3. Norah Jones – Feels like Home (5 Wochen)

Alle Nummer-eins-Hits und die Hits des Jahres

### Österreich
| Singles                               | Position | Alben                                           |
| ------------------------------------- | -------- | ----------------------------------------------- |
|                                       |          |                                                 |
| Dragostea din tei O-Zone              | 1        | Feels like Home Norah Jones                     |
| Mama Ana Ahabak Christina Stürmer     | 2        | Anastacia                                       |
| Dragostea din tei Haiducii            | 3        | Kiddy Contest Vol. 10 Kiddy Contest Kids        |
| Shut Up The Black Eyed Peas           | 4        | Soll das wirklich alles sein? Christina Stürmer |
| F**k It (I Don’t Want You Back) Eamon | 5        | Aufleben Rainhard Fendrich                      |
| Augen auf! Oomph!                     | 6        | Greatest Hits Robbie Williams                   |
| Yeah! Usher feat. Ludacris & Lil Jon  | 7        | Freier Fall Christina                           |
| Behind Blue Eyes Limp Bizkit          | 8        | Noiz Söhne Mannheims                            |
| Obsesión Aventura                     | 9        | Zu & Co. Zucchero                               |
| Left Outside Alone Anastacia          | 10       | Come Away with Me Norah Jones                   |

Die längsten Nummer-eins-Singles
Lieder, die die meiste Zeit während eines anderen Jahres auf Platz 1 der Charts verbrachten, werden hier nicht aufgeführt.
1. O-Zone – Dragostea din tei (13 Wochen)
2. Aventura – Obsesión (8 Wochen)
3. Eric Prydz – Call on Me (6 Wochen)

Die längsten Nummer-eins-Alben
Alben, die die meiste Zeit während eines anderen Jahres auf Platz 1 der Charts verbrachten, werden hier nicht aufgeführt.
1. Christina Stürmer – Soll das wirklich alles sein? (7 Wochen)
2. Kiddy Contest Kids – Kiddy Contest Vol. 10 (6 Wochen)
3. Anastacia – Anastacia (5 Wochen)

Alle Nummer-eins-Hits und die Hits des Jahres

### Schweiz
| Singles                               | Position | Alben                          |
| ------------------------------------- | -------- | ------------------------------ |
|                                       |          |                                |
| Dragostea din tei O-Zone              | 1        | Anastacia                      |
| Shut Up The Black Eyed Peas           | 2        | Feels like Home Norah Jones    |
| A Kiss Goodbye MusicStars             | 3        | Sidefiin Plüsch                |
| Yeah! Usher feat. Ludacris & Lil Jon  | 4        | Zu & Co. Zucchero              |
| F**k It (I Don’t Want You Back) Eamon | 5        | Greatest Hits Robbie Williams  |
| Superstar Jamelia                     | 6        | Elephunk The Black Eyed Peas   |
| Femme like U K-Maro                   | 7        | We Broke the Rules Aventura    |
| Left Outside Alone Anastacia          | 8        | Aloha from Züri West Züri West |
| Dragostea din tei Haiducii            | 9        | Life for Rent Dido             |
| Obsesión Aventura                     | 10       | Love & Hate Aventura           |

Die längsten Nummer-eins-Singles
Lieder, die die meiste Zeit während eines anderen Jahres auf Platz 1 der Charts verbrachten, werden hier nicht aufgeführt.
1. O-Zone – Dragostea din tei (14 Wochen)
2. The Black Eyed Peas – Shut Up (10 Wochen)
3. Usher feat. Ludacris & Lil Jon – Yeah!; K-Maro – Femme like U (jeweils 6 Wochen)

Die längsten Nummer-eins-Alben
Alben, die die meiste Zeit während eines anderen Jahres auf Platz 1 der Charts verbrachten, werden hier nicht aufgeführt.
1. Züri West – Aloha from Züri West (7 Wochen)
2. Anastacia – Anastacia (6 Wochen)
3. Robbie Williams – Greatest Hits (5 Wochen)

Alle Nummer-eins-Hits und die Hits des Jahres

### Vereinigtes Königreich
| Singles                                  | Position | Alben                           |
| ---------------------------------------- | -------- | ------------------------------- |
|                                          |          |                                 |
| Do They Know It’s Christmas? Band Aid 20 | 1        | Scissor Sisters                 |
| F**k It (I Don’t Want You Back) Eamon    | 2        | Hopes and Fears Keane           |
| Cha Cha Slide DJ Casper                  | 3        | Greatest Hits Robbie Williams   |
| Call on Me Eric Prydz                    | 4        | Songs About Jane Maroon 5       |
| Yeah! Usher feat. Ludacris & Lil Jon     | 5        | Call Off the Search Katie Melua |
| All This Time Michelle McManus           | 6        | Anastacia                       |
| Left Outside Alone Anastacia             | 7        | Confessions Usher               |
| Mysterious Girl Peter André              | 8        | Feels Like Home Norah Jones     |
| Toxic Britney Spears                     | 9        | Final Straw Snow Patrol         |
| F.U.R.B. (F U Right Back) Frankee        | 10       | Il Divo                         |

Die längsten Nummer-eins-Singles
Lieder, die die meiste Zeit während eines anderen Jahres auf Platz 1 der Charts verbrachten, werden hier nicht aufgeführt.
1. Eric Prydz – Call on Me (5 Wochen)
2. Eamon – F**k It (I Don’t Want You Back); Band Aid 20 – Do They Know It’s Christmas? (jeweils 4 Wochen)
3. Frankee – F.U.R.B. (F U Right Back); Michelle McManus – All This Time (jeweils 3 Wochen)

Die längsten Nummer-eins-Alben
Alben, die die meiste Zeit während eines anderen Jahres auf Platz 1 der Charts verbrachten, werden hier nicht aufgeführt.
1. Katie Melua – Call Off the Search (6 Wochen)
2. Keane – Hopes and Fears; Robbie Williams – Greatest Hits (jeweils 4 Wochen)
3. U2 – How to Dismantle an Atomic Bomb; Guns n’ Roses – Greatest Hits; Dido – Life for Rent (jeweils 3 Wochen)

Alle Nummer-eins-Hits und die Hits des Jahres

### Vereinigte Staaten
| Singles                                                 | Position | Alben                                    |
| ------------------------------------------------------- | -------- | ---------------------------------------- |
|                                                         |          |                                          |
| Yeah! Usher feat. Ludacris & Lil Jon                    | 1        | Confessions Usher                        |
| Burn Usher                                              | 2        | Speakerboxxx/The Love Below OutKast      |
| If I Ain’t Got You Alicia Keys                          | 3        | Closer Josh Groban                       |
| This Love Maroon 5                                      | 4        | Diary of Alicia Keys Alicia Keys         |
| The Way You Move OutKast feat. Sleepy Brown             | 5        | Feels Like Home Norah Jones              |
| The Reason Hoobastank                                   | 6        | Fallen Evanescence                       |
| I Don’t Wanna Know Mario Winans feat. Enya and P. Diddy | 7        | Shock’n Y’All Toby Keith                 |
| Hey Ya! OutKast                                         | 8        | In the Zone Britney Spears               |
| Goodies Ciara feat. Petey Pablo                         | 9        | The Very Best of Sheryl Crow Sheryl Crow |
| Lean Back Terror Squad                                  | 10       | When the Sun Goes Down Kenny Chesney     |

Die längsten Nummer-eins-Singles
Lieder, die die meiste Zeit während eines anderen Jahres auf Platz 1 der Charts verbrachten, werden hier nicht aufgeführt.
1. Usher feat. Ludacris & Lil Jon – Yeah! (12 Wochen)
2. Usher – Burn (8 Wochen)
3. Ciara feat. Petey Pablo – Goodies (7 Wochen)

Die längsten Nummer-eins-Alben
Alben, die die meiste Zeit während eines anderen Jahres auf Platz 1 der Charts verbrachten, werden hier nicht aufgeführt.
1. Usher – Confessions (9 Wochen)
2. Norah Jones – Feels Like Home (6 Wochen)
3. OutKast – Speakerboxxx/The Love Below (4 Wochen)

Alle Nummer-eins-Hits und die Hits des Jahres

### Charts in weiteren Ländern
Siehe auch: Nummer-eins-Hits 2004 in  Australien, Belgien, Dänemark, Deutschland, Finnland, Frankreich, Irland, Italien, Japan, Kanada, Mexiko, Neuseeland, den Niederlanden, Norwegen, Österreich, Polen, Portugal, Rumänien, Schweden, der Schweiz, Singapur, Spanien, Südkorea, Ungarn, den Vereinigten Staaten und im Vereinigten Königreich.

## Musikpreise und Ehrungen
- Grammy Awards 2004: OutKast, Beyoncé, Evanescence u. a.
- MTV Video Music Awards 2004: OutKast, Jay-Z, No Doubt u. a.
- Der Schillerpreis der Stadt Mannheim wird 2004 an den Musiker Xavier Naidoo verliehen.

### Musikwettbewerbe und Castingshows
Eurovision Song Contest
1. Ruslana: Wild Dances
2. Željko Joksimović & Ad Hoc Orchestra: Lane moje
3. Sakis Rouvas: Shake It
4. Athena: For Real
5. Lisa Andreas: Stronger Every Minute

## Musikfestivals und -tourneen
- Madonna – Re-Invention World Tour
- Phil Collins – First Final Farewell Tour
- Prince – Musicology Live 2004ever
- U2 – Vertigo Tour
- Usher – Truth Tour
- Yes – 35th Anniversary Tour

## Erstveranstaltungen
- Sauti za Busara – jährliches Musikfestival auf Sansibar

## Gründungen und Auflösungen

### Gründungen
- Art of Dying – kanadische Rockband aus Vancouver
- Davos – österreichische Electro-Wave Band aus Wien
- Nation Music – Schweizer Musiklabel
- Shylmagoghnar – niederländisches Musikprojekt
- The Sheepdogs – kanadische Rockband aus Saskatoon, gegründet als The Breaks
- Violență Domestică – österreichisches Post-Industrial-Projekt

### Auflösungen
- Blur – britische Rockband
- Distorzija uma – kroatische Hard-Rock- und Heavy-Metal-Band aus Split

## Trends und Entwicklungen

### Genres und Stilrichtungen
- Hip-Hop und R&B: Dominanz von Künstlern wie Kanye West, Usher, OutKast.
- Rock und Punk: Erfolgreiche Alben von Green Day, Velvet Revolver, U2.
- Pop: Erfolge von Britney Spears, Gwen Stefani, Destiny’s Child.

### Technologische Entwicklungen
- Digitalisierung: Zunehmende Bedeutung von digitalen Musikplattformen und legalen Downloads.
- Social Media: Wachsende Nutzung von sozialen Medien zur Promotion und Interaktion mit Fans.

### Bekannte Künstler und Bands
- Usher – Mit Confessions
- Kanye West – Mit The College Dropout
- Green Day – Mit American Idiot
- Gwen Stefani – Mit Love. Angel. Music. Baby.
- U2 – Mit How to Dismantle an Atomic Bomb

### Musikalische Einflüsse und gesellschaftliche Bedeutung

#### Politische und soziale Themen
Musik im Jahr 2004 reflektierte oft politische und soziale Themen, insbesondere durch Texte zu Themen wie Krieg, soziale Ungleichheit und persönliche Kämpfe.

## Neuveröffentlichungen (Auswahl)

### Lieder und Kompositionen
| Lied                              | Text | Musik | Erstinterpret                           | Label                                                       | Veröffentlichung   | Genre                                | Album                                                 | Weitere Informationen                                    |
| --------------------------------- | --- | --- | --------------------------------------- | ----------------------------------------------------------- | ------------------ | ------------------------------------ | ----------------------------------------------------- | -------------------------------------------------------- |
| Accidentally in Love              | Adam Duritz, David Immergluck, Matthew Malley, Dan Vickrey                                                             | Adam Duritz, David Immergluck, Matthew Malley, Dan Vickrey                                                             | Counting Crows                          |                                                             | 27. April 2004     | Rock                                 | Shrek 2 (O.S.T.)                                      |                                                          |
| American Idiot                    | Billie Joe Armstrong, Mike Dirnt, Frank Wright                                                                         | Billie Joe Armstrong, Mike Dirnt, Frank Wright                                                                         | Green Day                               | Warner Music                                                | 6. August 2004     | Punkrock, Alternative Rock           | American Idiot                                        |                                                          |
| Believe                           | Glen Ballard | Alan Silvestri | Josh Groban                             | Warner Bros.                                                | 2. November 2004   | Weihnachtslied, Filmsong             | The Polar Express: Original Motion Picture Soundtrack |                                                          |
| Boulevard of Broken Dreams        | Billie Joe Armstrong, Mike Dirnt, Frank Wright                                                                         | Billie Joe Armstrong, Mike Dirnt, Frank Wright                                                                         | Green Day                               | Warner Music                                                | 17. September 2004 | Alternative Rock, Punkrock           | American Idiot                                        |                                                          |
| Breathe                           | John Jackson, Justin Smith                                                                                             | John Jackson, Justin Smith                                                                                             | Fabolous                                |                                                             | 31. August 2004    | Hip-Hop, Gangsta-Rap                 | Real Talk                                             |                                                          |
| Dein Kuss                         | Nik Page, Ingo Politz                                                                                                  | Nik Page, Ingo Politz                                                                                                  | Nik Page feat. Dara Pain & Joachim Witt | Wansee Records                                              | 23. August 2004    | Dark Rock, Synth-Rock                | Sinmachine                                            |                                                          |
| Die Macht in dir                  | Sven Friedrich | Sven Friedrich | Zeraphine                               | Drakkar Entertainment, E-Wave Records, BMG Music Publishing | 18. Oktober 2004   | Dark Rock                            | Blind Camera                                          |                                                          |
| Hey Ya!                           | André Benjamin | André Benjamin | OutKast                                 | Arista Records                                              | 25. August 2004    | Funk, Hip-Hop, Neo-Soul, Pop         | Speakerboxxx/The Love Below                           |                                                          |
| Hollaback Girl                    | G. Stefani, P. Williams, C. Hugo                                                                                       | The Neptunes | Gwen Stefani                            | Interscope Records                                          | 23. November 2004  | Pop, Hip-Hop                         | Love. Angel. Music. Baby.                             |                                                          |
| Hotride                           | Liam Howlett, Jimmy Webb                                                                                               | Liam Howlett, Jimmy Webb                                                                                               | The Prodigy                             | XL Recordings                                               | 1. November 2004   | Big Beat                             | Always Outnumbered, Never Outgunned                   |                                                          |
| Jesus Walks                       | | | Kanye West                              |                                                             |                    |                                      |                                                       |                                                          |
| Learn to Be Lonely                | Charles Hart | Andrew Lloyd Webber |                                         |                                                             | 2004               | Filmsong                             |                                                       | Filmsong für den Film Das Phantom der Oper               |
| Lebenslang Grün-Weiß              | Arnd Zeigler, Berthold Brunsen                                                                                         | Arnd Zeigler, Berthold Brunsen                                                                                         | Original Deutschmacher                  | A45                                                         | 8. Mai 2004        | Hymne, Fußball-Ballade               | Werder Bremen – Deutscher Meister 2004                | offizielle Vereinshymne des Fußballvereins Werder Bremen |
| Lebt denn dr alte Holzmichl noch? | Michael Rostig, Thomas Unger                                                                                           | Michael Rostig, Thomas Unger                                                                                           | De Randfichten                          |                                                             | 2. Februar 2004    | Volkstümliche Musik                  |                                                       |                                                          |
| Matsuken Samba II                 | Kyoko Yoshimine | Akira Miyagawa | Ken Matsudaira                          | NBCUniversal Entertainment Japan                            | 7. Juli 2004       | J-Pop, Samba                         |                                                       |                                                          |
| Somewhere Only We Know            | Tom Chaplin, Richard Hughes, Tim Rice-Oxley                                                                            | Tom Chaplin, Richard Hughes, Tim Rice-Oxley                                                                            | Keane                                   | Interscope Records, Island Records                          | 16. Februar 2004   | Alternative Rock, Folk, Post-Britpop | Hopes and Fears                                       |                                                          |
| These Words                       | Natasha Bedingfield, Andrew Frampton, Steve Kipner, Wayne Wilkins                                                      | Natasha Bedingfield, Andrew Frampton, Steve Kipner, Wayne Wilkins                                                      | Natasha Bedingfield                     | RCA Records                                                 | 16. August 2004    | Pop                                  | Unwritten                                             |                                                          |
| This Is My Life                   | Dieter Bohlen | Dieter Bohlen | Elli Erl                                | Universal Music Group                                       | 22. März 2004      | Pop                                  | Shout It Out                                          |                                                          |
| Toxic                             | Cathy Dennis, Henrik Jonback, Christian Karlsson, Pontus Winnberg                                                      | Cathy Dennis, Henrik Jonback, Christian Karlsson, Pontus Winnberg                                                      | Britney Spears                          | Jive Records                                                | 12. Januar 2004    | Dance-Pop, Elektropop                | In the Zone                                           |                                                          |
| Tropic Island Hum                 | Paul McCartney | Paul McCartney | Paul McCartney                          |                                                             | 20. September 2004 | Pop                                  |                                                       |                                                          |
| Vertigo                           | | | U2                                      |                                                             |                    |                                      |                                                       |                                                          |
| Vois sur ton chemin               | Christophe Barratier, Bruno Coulais                                                                                    | Christophe Barratier, Bruno Coulais                                                                                    | Jean-Baptiste Maunier                   |                                                             | 2. April 2004      | Chormusik                            | Original Soundtrack – Die Kinder des Monsieur Mathieu |                                                          |
| Yeah!                             | Jonathan Smith, Sean Garrett, Patrick Smith, Christopher Bridges, Robert McDowell, James Phillips, LaMarquis Jefferson | Jonathan Smith, Sean Garrett, Patrick Smith, Christopher Bridges, Robert McDowell, James Phillips, LaMarquis Jefferson | Usher feat. Lil Jon und Ludacris        | Arista Records                                              | 27. Januar 2004    | Crunk, Contemporary R&B              | Confessions                                           |                                                          |
| Zurück                            | Samy Sorge | Samy Sorge | Samy Deluxe                             | EMI, Deluxe Records                                         | 26. Juli 2004      | Deutscher Hip-Hop                    | Verdammtnochma!                                       |                                                          |

### Alben
| Album                                 | Interpret                                                      | Label                                           | Veröffentlichung   | Genre                                                     | Weitere Informationen |
| ------------------------------------- | -------------------------------------------------------------- | ----------------------------------------------- | ------------------ | --------------------------------------------------------- | --------------------- |
| After You Gone                        | Barre Phillips, Joëlle Léandre, William Parker und Tetsu Saitō | Les Disques Victo                               | 2004               | Jazz, Neue Improvisationsmusik                            |                       |
| American Idiot                        | Green Day                                                      | Warner Music                                    | 17. September 2004 | Punkrock, Alternative Rock, Pop-Punk                      |                       |
| Angles of Repose                      | Joe Maneri, Barre Phillips und Mat Maneri                      | ECM Records                                     | 2004               | Neue Improvisationsmusik                                  |                       |
| Around the Sun                        | R.E.M.                                                         | Warner Brothers                                 | 4. Oktober 2004    | Rock, Alternative Rock                                    |                       |
| Black on White                        | Ivo Perelman Trio                                              | Clean Feed Records                              | 2004               | Jazz                                                      |                       |
| Bohème                                | Annett Louisan                                                 | 105music                                        | 25. Oktober 2004   | Chanson, Pop                                              |                       |
| Burli                                 | Sportfreunde Stiller                                           | Motor, Universal                                | 29. März 2004      | Rock, Alternative                                         |                       |
| Church of the Flagellation            | Stabat Mater, Bunkur, Malasangre und The Sad Sun               | Catacomb Records                                | Oktober 2004       | Drone Doom, Torture Doom, Funeral Doom                    | Split-Album           |
| Confessions                           | Usher                                                          | Arista Records                                  | 22. März 2004      | Contemporary R&B                                          |                       |
| Confluxus                             | Wally Shoup, Toshi Makihara & Brent Arnold                     | Leo Records                                     | 2004               | Jazz                                                      |                       |
| Faust für Faust                       | Bergthron                                                      | Perverted Taste                                 | 2004               | Pagan Metal                                               |                       |
| Greatest Hits                         | Robbie Williams                                                | EMI, Chrysalis                                  | 15. Oktober 2004   | Pop, Rock                                                 |                       |
| Growing Up on Tour: A Family Portrait | Peter Gabriel                                                  | Real World Records                              | 5. Mai 2004        | Artrock, Progressive Rock, Pop, Worldbeat, Dokumentarfilm |                       |
| Gute Musik                            | Clueso                                                         | Four Music                                      | 18. Juni 2004      | Deutscher Hip-Hop                                         |                       |
| How to Dismantle an Atomic Bomb       | U2                                                             | Island Records                                  | 22. November 2004  | Rock                                                      |                       |
| Inferno                               | Motörhead                                                      | SPV                                             | 22. Juni 2004      | Heavy Metal                                               |                       |
| LoFi                                  | Broilers                                                       | DSS Records                                     | 20. September 2004 | Punkrock, Ska-Punk, Oi!-Punk                              |                       |
| Love. Angel. Music. Baby.             | Gwen Stefani                                                   | Interscope Records                              | 23. November 2004  | Elektropop, R&B, Hip-Hop, Disco                           |                       |
| Mood                                  | Robert Glasper                                                 | Fresh Sound New Talent                          | 16. November 2004  | Jazz                                                      |                       |
| Musicology                            | Prince                                                         | Columbia Records, NPG Records                   | 27. März 2004      | R&B, Funk, Pop, Rock, Soul                                |                       |
| Nothing to Declare                    | Paul Bley                                                      | Justin Time Records                             | 27. April 2004     | Jazz                                                      |                       |
| Perle                                 | Gianna Nannini                                                 | Polydor                                         | 30. Januar 2004    | Rock                                                      |                       |
| Play: The Videos                      | Peter Gabriel                                                  | Real World Records, Warner Music, Rhino Records | 25. Oktober 2004   | Artrock, Progressive Rock, Pop, Worldbeat                 |                       |
| Reise, Reise                          | Rammstein                                                      | Universal Music                                 | 27. September 2004 | Neue Deutsche Härte                                       |                       |
| Sirius Calling                        | Art Ensemble of Chicago                                        | Pi Recordings                                   | 2004               | Jazz                                                      |                       |
| Songs an einem Sommerabend            | verschiedene Künstler                                          | pläne                                           | 2004               | Liedermacher                                              | Kompilation           |
| Stoffwächsu                           | Kisha                                                          | Ariola                                          | 3. Oktober 2004    | Pop                                                       |                       |
| The College Dropout                   | Kanye West                                                     | Def Jam (Roc-a-Fella Records)                   | 10. Februar 2004   | Alternative Hip-Hop, Chipmunk Soul                        |                       |
| The Empire Strikes First              | Bad Religion                                                   | Epitaph Records                                 | 7. Juni 2004       | Punkrock                                                  |                       |
| Underground                           | Free Music Ensemble (FME)                                      | Okka Disk                                       | 2004               | Jazz, Neue Improvisationsmusik                            |                       |

## Geboren

### Januar bis Juni
- 05. Januar: 2hollis, US-amerikanischer Sänger, Rapper und Musikproduzent
- 10. Januar: Kaitlyn Maher, US-amerikanische Sängerin
- 11. Januar: Marko Bošnjak, bosnisch-kroatischer Popsänger
- 27. Januar: Lou Jean, französische Musikerin
- 21. Februar: Lucy Thomas, britische Sängerin
- 15. April: Jewa Geworgjan, russisch-armenische Pianistin und Komponistin
- 01. Mai: SadSvit, ukrainischer Synthiepop-Künstler und Singer-Songwriter
- 23. Juni: Mana Ashida, Schauspielerin und Sängerin

### Juli bis Dezember
- 23. Juli: Daniel Migliosi, luxemburgischer Jazzmusiker (Trompete, Komposition)
- 02. August: Ida-Lova, schwedische Sängerin
- 18. September: Isabel LaRosa, kubanisch-US-amerikanische Sängerin
- 22. September: Jessie Murph, US-amerikanische Popsängerin
- 09. Oktober: Theodor Andrei, rumänischer Sänger
- 12. Oktober: Darci Lynne Farmer, US-amerikanische Bauchrednerin und Sängerin, Gewinnerin von America’s Got Talent 2017
- 14. Dezember: Annika Wedderkopp, dänische Sängerin und Schauspielerin

### Genaues Geburtsdatum unbekannt
- Ari Bajgora, norwegischer Rapper
- Jas, deutscher Popsänger

## Gestorben

### Januar
- 01. Januar: Vitín Avilés, puerto-ricanischer Sänger (* 1930)
- 02. Januar: Etta Moten Barnett, afroamerikanische Sängerin, Schauspielerin und Philanthropistin (* 1901)
- 02. Januar: André Persiani, französischer Jazzpianist, Arrangeur, Komponist und Bandleader (* 1927)
- 03. Januar: Aubrey Cagle, US-amerikanischer Rockabilly-Musiker und Label-Besitzer (* 1928)
- 03. Januar: Lothar Klein, US-amerikanischer Komponist und Musikpädagoge (* 1932)
- 04. Januar: Johannes Fehring, österreichischer Jazzkomponist und -musiker, Filmkomponist, Produzent und Bandleader (* 1926)
- 04. Januar: Heinz Grah, deutscher Jazzkontrabassist (* 1931)
- 04. Januar: Jake Hess, US-amerikanischer Sänger (* 1927)
- 04. Januar: Undine von Medvey, deutsche Sängerin und Schauspielerin (* 1926)
- 05. Januar: John Guerin, US-amerikanischer Schlagzeuger (* 1939)
- 05. Januar: Nelly Söregi-Wunderlich, ungarische Geigerin und Professorin (* 1932)
- 08. Januar: Ivo Jirásek, tschechischer Komponist und Dirigent (* 1920)
- 15. Januar: Peter Brömse, deutscher Musikwissenschaftler, Musikpädagoge und Hochschullehrer (* 1912)
- 16. Januar: Paul Thommen, Schweizer Jazzmusiker (Piano) und Architekt (* 1929)
- 17. Januar: Czesław Niemen, polnischer Rocksänger (* 1939)
- 17. Januar: Alois Schilliger, Schweizer Volksmusiker, Komponist, Kapellmeister und Klavierspieler (* 1924)
- 18. Januar: Horacio Deval, argentinischer Tangosänger (* 1923)
- 18. Januar: Peter Heinz Kersten, österreichischer Zauberkünstler und Wienerliedinterpret (* 1929)
- 20. Januar: Rudolf Metzmacher, deutscher Cellist (* 1906)
- 21. Januar: Bill Yancey, US-amerikanischer Jazzbassist und -tubist (* 1933)
- 22. Januar: Milt Bernhart, US-amerikanischer Posaunist und Jazz-Musiker (* 1926)
- 22. Januar: Billy May, US-amerikanischer Musiker, Komponist, Arrangeur und Bandleader (* 1916)
- 25. Januar: Eva Ander, deutsche Pianistin und Klavierpädagogin (* 1928)
- 26. Januar: Sam Furnace, US-amerikanischer Jazz- und Blues-Saxophonist (Alt-, Tenor- und Baritonsaxophon), Flötist, Arrangeur und Komponist (* 1954)
- 27. Januar: James Pataki, kanadischer Geiger und Bratschist (* 1925)
- 27. Januar: Harry Verbeke, niederländischer Jazz-Saxophonist (Tenor) (* 1922)
- 28. Januar: Mel Pritchard, britischer Musiker, Texter und Schlagzeuger (* 1948)
- 28. Januar: Esther Réthy, ungarische Opernsängerin (Sopran) (* 1912)
- 29. Januar: Moody Scott, US-amerikanischer Rhythm-&-Blues- und Soul-Sänger (* 1944)
- 30. Januar: Malachi Favors, US-amerikanischer Jazz-Bassist (* 1937)
- 30. Januar: Wilhelm Hübner, deutscher Komponist, Dirigent und Musikschriftsteller (* 1915)
- 30. Januar: Frank Mantooth, US-amerikanischer Jazz-Arrangeur, Pianist, Komponist und Hochschullehrer (* 1947)
- 31. Januar: Vishnu Govind Jog, indischer Geiger (* 1922)

### Februar
- 01. Februar: Rocco Clein, deutscher Musikjournalist und Musiker (* 1968)
- 01. Februar: Buzz Gardner, US-amerikanischer Rock- und Jazzmusiker (* 1931)
- 02. Februar: Rudi Horstmann, deutscher Opernsänger, Operettenbuffo (Tenor), Komiker und Schauspieler (* 1922)
- 03. Februar: Cornelius Bumpus, US-amerikanischer Rocksänger und -saxophonist (Tenor) (* 1946)
- 03. Februar: Jason Raize, US-amerikanischer Sänger, Schauspieler (* 1975)
- 04. Februar: Jacques Français, französischer Geigenbauer und -experte (* 1923)
- 08. Februar: Nicholas Goldschmidt, tschechisch-kanadischer Dirigent, Sänger und Musikpädagoge (* 1908)
- 08. Februar: Cem Karaca, türkischer Rockmusiker (* 1945)
- 08. Februar: Andrea Mascagni, italienischer Musiker und Politiker (* 1917)
- 11. Februar: Ralf Huwendiek, deutscher Rundfunkautor, Kabarettist und Liedermacher (* 1948)
- 12. Februar: Enrique Escobar, spanischer Filmkomponist, Filmeditor, Pianist und Orchesterleiter (* 1921)
- 12. Februar: Preston Love, US-amerikanischer Musiker (Altsaxophonist, Bandleader und Songwriter) (* 1921)
- 14. Februar: Hans Herbert Fiedler, deutscher Opernsänger (Bass) und Schauspieler (* 1907)
- 14. Februar: Walter Perkins, US-amerikanischer Jazz-Schlagzeuger (* 1932)
- 15. Februar: Gil Coggins, US-amerikanischer Jazz-Pianist (* 1928)
- 15. Februar: Abbie Neal, US-amerikanische Country-Musikerin (* 1918)
- 16. Februar: Ella Johnson, US-amerikanische Rhythm-and-Blues- und Jazz-Sängerin (* 1923)
- 16. Februar: Doris Troy, US-amerikanische Soul-Sängerin und Songschreiberin (* 1937)
- 17. Februar: Yuzuru Sera, japanischer Jazzpianist (* 1932)
- 17. Februar: Vladimír Šrámek, slowakischer Komponist (* 1923)
- 20. Februar: Minouche Barelli, französisch-monegassische Sängerin (* 1947)
- 20. Februar: J. J. Malone, US-amerikanischer Blues-Gitarrist, Sänger und Keyboarder (* 1935)
- 22. Februar: Dudley Powers, US-amerikanischer Cellist, Dirigent und Musikpädagoge (* 1911)
- 23. Februar: Paul Affeldt, US-amerikanischer Jazzautor und Musikproduzent (* 1931)
- 23. Februar: Carl Anderson, US-amerikanischer Sänger und Schauspieler (* 1945)
- 23. Februar: Neil Ardley, britischer Jazzpianist und Komponist (* 1937)
- 23. Februar: Don Cornell, US-amerikanischer Sänger (* 1919)
- 23. Februar: Bart Howard, US-amerikanischer Komponist (* 1915)
- 24. Februar: Virtú Maragno, argentinischer Komponist (* 1928)
- 24. Februar: Alfred Orda, polnischer Opernsänger (Bariton) (* 1915)
- 24. Februar: A. C. Reed, US-amerikanischer Blues-Saxophonist und Sänger (* 1926)
- 26. Februar: Jimmy Coe, US-amerikanischer Jazz- und Rhythm-&-Blues-Saxophonist (* 1921)
- 26. Februar: Alvino Rey, US-amerikanischer Jazz-Gitarrist und Bandleader (* 1908)
- 28. Februar: Gene Allison, US-amerikanischer Gospel- und R&B-Sänger (* 1934)
- 28. Februar: Heinz Niemeyer, deutscher Jazzmusiker (Schlagzeug) (* 1931)
- 28. Februar: Robin Wood, kanadischer Pianist und Musikpädagoge (* 1924)
- 29. Februar: Witold Rudziński, polnischer Komponist (* 1913)

### März
- 02. März: Berndt Egerbladh, schwedischer Komponist, Jazzpianist und Fernsehmoderator (* 1932)
- 02. März: Tony Lee, britischer Jazzpianist (* 1934)
- 04. März: John McGeoch, schottischer Gitarrist (* 1955)
- 04. März: Claude Nougaro, französischer Chansonnier und Jazz-Sänger, Dichter, Maler und Zeichner (* 1929)
- 06. März: Rudolf am Bach, Schweizer Pianist und Musikpädagoge (* 1919)
- 06. März: Eugene Kash, kanadischer Geiger, Dirigent und Musikpädagoge (* 1912)
- 06. März: Priscilla Paris, US-amerikanische Sängerin (* 1941)
- 07. März: Alfred Walter, österreichischer Dirigent und Generalmusikdirektor (* 1929)
- 09. März: John Mayer, indo-britischer Komponist und Geiger (* 1930)
- 09. März: Coleridge-Taylor Perkinson, US-amerikanischer Dirigent und Komponist (* 1932)
- 10. März: Olle Adolphson, schwedischer Liedersänger, Komponist und Gitarrist (* 1934)
- 16. März: Hank Marr, US-amerikanischer R-&-B- und Jazzmusiker (* 1927)
- 16. März: Illo Schieder, deutsche Schlagersängerin (* 1922)
- 18. März: Charlie Adams, US-amerikanischer Country-Musiker (* 1920)
- 18. März: Wallace Davenport, US-amerikanischer Jazztrompeter (* 1925)
- 18. März: Erna Spoorenberg, niederländische Sängerin (Sopran) (* 1926)
- 19. März: Magool, somalische Sängerin und Musikerin (* 1948)
- 21. März: Johnny Bristol, US-amerikanischer Soul-Sänger, -Produzent und -Songschreiber (* 1939)
- 21. März: Don Thompson, kanadischer Jazzsaxophonist, Komponist und Arrangeur (* 1932)
- 23. März: Lorand Fenyves, kanadischer Geiger und Musikpädagoge (* 1918)
- 24. März: Michael Garrison, US-amerikanischer Musiker der elektronischen Musik (* 1956)
- 25. März: Artie Baker, US-amerikanischer Jazzmusiker (Klarinette, auch Flöte) (* 1914)
- 25. März: Tom Wilson, britischer DJ und Musikproduzent (* 1951)
- 26. März: Fred Karlin, US-amerikanischer Komponist und Buchautor (* 1936)
- 30. März: Erick Friedman, amerikanischer Violinist und Musikpädagoge (* 1939)
- 30. März: Timi Yuro, US-amerikanische Soul- und Rhythm-and-Blues-Sängerin (* 1940)
- 31. März: Luigi Agustoni, Schweizer Theologe, Kirchenmusiker und Professor (* 1917)

### April
- 03. April: Gabriella Ferri, italienische Sängerin und Cabaret-Künstlerin (* 1942)
- 06. April: Jakob Alder, schweizerischer Komponist und Volksmusikant (* 1915)
- 09. April: Harry Babbitt, US-amerikanischer Sänger (* 1913)
- 10. April: Jacek Kaczmarski, polnischer Sänger, Dichter und Schriftsteller (* 1957)
- 11. April: Paul Hamburger, österreichisch-britischer Pianist (* 1920)
- 12. April: Juanito Valderrama, spanischer Flamencosänger und Songschreiber (* 1916)
- 12. April: Wesley Conrad Wehr, US-amerikanischer Maler, Komponist, Schriftsteller und Paläobotaniker (* 1929)
- 13. April: Elden C. Bailey, US-amerikanischer Perkussionist und Musikpädagoge (* 1922)
- 15. April: Phyllis Dillon, jamaikanische Sängerin (* 1944)
- 17. April: Jiří Císler, tschechischer Schauspieler, Bühnenautor, Regisseur, Musiker und Komponist (* 1928)
- 17. April: Joe Kennedy, Jr., US-amerikanischer Violinist, Komponist, Arrangeur und Hochschullehrer (* 1923)
- 19. April: Wolfgang Unger, deutscher Kapellmeister, Chorleiter und Hochschullehrer (* 1948)
- 20. April: Lizzy Mercier Descloux, französische Singer-Songwriterin, Musikerin, Schauspielerin, Schriftstellerin und Malerin (* 1956)
- 21. April: Eduard Arkadjewitsch Assadow, russischer Dichter und Prosaist (* 1923)
- 21. April: Tui St. George Tucker, US-amerikanische Komponistin und Blockflötistin (* 1924)
- 22. April: Joachim Gaiser, deutscher Musiker, Moderator, Radioredakteur und Entertainer (* 1956)
- 23. April: Vytautas Mikalauskas, litauischer Komponist und Pianist (* 1930)
- 25. April: Carl Melles, ungarisch-österreichischer Dirigent (* 1926)
- 25. April: Gisela Scherzer-Rening, deutsche Schauspielerin und Opernsängerin (Sopran) (* 1925)
- 25. April: Claude Williams, US-amerikanischer Jazz-Violinist und Gitarrist (* 1908)
- 27. April: Ulrich Stranz, deutscher Komponist und Violinist (* 1946)
- 28. April: Zoraida Morales, kubanische Sopranistin (* 1927)
- 30. April: Boris Mironowitsch Pergamenschtschikow, russischer Cellist (* 1948)
- 30. April: Caspar Pound, britischer Musiker, Produzent, Labelbetreiber und Remixer (* 1970)

### Mai
- 01. Mai: Felix Haug, Schweizer Popmusiker (* 1952)
- 02. Mai: Mirko Dorner, deutscher Instrumentenbauer, Komponist und Cellist (* 1921)
- 02. Mai: Curtis Gordon, US-amerikanischer Country- und Rockabilly-Sänger (* 1928)
- 02. Mai: Andrés Sandoval, venezolanischer Komponist (* 1924)
- 04. Mai: Coxsone Dodd, jamaikanischer Reggae-Musiker und Schallplattenproduzent (* 1932)
- 05. Mai: František Sláma, tschechischer Cellist und Gambist (* 1923)
- 06. Mai: Barney Kessel, US-amerikanischer Jazz-Gitarrist (* 1923)
- 07. Mai: Volker Gwinner, deutscher Komponist und Organist (* 1912)
- 09. Mai: Brenda Fassie, südafrikanische Popsängerin (* 1964)
- 09. Mai: Percy Young, britischer Musikschriftsteller, Herausgeber und Komponist (* 1912)
- 11. Mai: John Whitehead, US-amerikanischer R&B-Musiker und Produzent (* 1948)
- 12. Mai: John LaPorta, US-amerikanischer Jazz-Saxophonist und -klarinettist (* 1920)
- 12. Mai: Jacky Spelter, deutscher Rock-’n’-Roll-Musiker (* 1927)
- 13. Mai: Gustavo Pena „El Príncipe“, uruguayischer Sänger, Multiinstrumentalist und Komponist (* 1956)
- 13. Mai: Kjell Bækkelund, norwegischer Pianist (* 1930)
- 15. Mai: Marius Constant, französischer Komponist und Dirigent (* 1925)
- 16. Mai: Anny Roth-Dalbert, Schweizer Komponistin, Dirigentin und Pianistin (* 1900)
- 16. Mai: Marika Rökk, deutsch-österreichische Filmschauspielerin, Sängerin und Tänzerin (* 1913)
- 17. Mai: Edgardo Martín, kubanischer Komponist (* 1915)
- 17. Mai: Peggie Sampson, kanadische Cellistin, Gambistin und Musikpädagogin (* 1912)
- 18. Mai: Çetin Alp, türkischer Sänger (* 1947)
- 18. Mai: Elvin Jones, US-amerikanischer Jazz-Schlagzeuger und Bandleader (* 1927)
- 22. Mai: Wolfgang Richter, deutscher Komponist (* 1928)
- 24. Mai: John R. T. Davies, britischer Jazzmusiker (Altsaxophon, Trompete, Posaune, Orgel, Banjo, Gitarre), Toningenieur und Musikproduzent (* 1927)
- 28. Mai: Elmer Gill, US-amerikanischer Jazzmusiker (Piano, Vibraphon, Gesang) (* 1926)
- 29. Mai: Kani Karaca, türkischer Hafız, Musiker und Sufi-Gelehrter (* 1930)
- 29. Mai: Robert Quine, US-amerikanischer Musiker und Gitarrist (* 1942)
- 29. Mai: Ivica Šerfezi, jugoslawischer bzw. kroatischer Schlagersänger (* 1935)

### Juni
- 01. Juni: Sándor Arizs, ungarischer Opernsänger (Tenor) (* 1935)
- 01. Juni: Wendelin Müller-Blattau, deutscher Chorleiter, Musikwissenschaftler und Hochschullehrer (* 1922)
- 02. Juni: Nikolaj Gjaurow, bulgarisch-österreichischer Opernsänger (Bass) (* 1929)
- 02. Juni: Jonathan D. Kramer, US-amerikanischer Komponist, Musikwissenschaftler und -pädagoge (* 1942)
- 03. Juni: Michael Gehrke, deutscher Jazzorganisator (* 1943)
- 03. Juni: Quorthon, schwedischer Musiker (* 1966)
- 04. Juni: Lodewijk de Boer, niederländischer Theatermacher, Komponist und Improvisationsmusiker (* 1937)
- 04. Juni: Steve Lacy, US-amerikanischer Jazzmusiker (Sopransaxophonist, Bandleader und Komponist) (* 1934)
- 05. Juni: Carlo Bohländer, deutscher Jazzmusiker und -pädagoge, Trompeter und Gastronom (* 1919)
- 05. Juni: Iona Brown, britische Violinistin und Dirigentin (* 1941)
- 07. Juni: Roger Matton, kanadischer Komponist, Musiklehrer und Musikethnologe (* 1929)
- 08. Juni: Ernst Gerold Schramm, deutscher Opernsänger (Bariton) und Gesangspädagoge (* 1938)
- 09. Juni: Bent Jædig, dänischer Jazzmusiker (Tenorsaxophon und Flöte) (* 1935)
- 09. Juni: Thomas Raymond Kelly, US-amerikanischer Jazz-Bassist (* 1927)
- 10. Juni: Ray Charles, US-amerikanischer Sänger, Songwriter und Pianist (* 1930)
- 10. Juni: Rosinha de Valença, brasilianische Gitarristin, Sängerin und Komponistin (* 1941)
- 11. Juni: John Hendrik, deutscher Sänger (Tenor) und populärer Rundfunkmoderator (* 1904)
- 12. Juni: Walter Raim, US-amerikanischer Unterhaltungsmusiker (Gitarre, Banjo, Gesang, Arrangement, Komposition) (* 1935)
- 15. Juni: Lennie Bush, britischer Jazz-Bassist (* 1927)
- 17. Juni: Jackie Paris, US-amerikanischer Jazzsänger und -gitarrist (* 1926)
- 21. Juni: Jost Michaels, deutscher Klarinettist und Musikpädagoge sowie Pianist und Dirigent (* 1922)
- 21. Juni: Clifford Solomon, US-amerikanischer Jazz- und Rhythm-&-Blues-Musiker (Saxophon) (* 1931)
- 22. Juni: Betty Sedlmayr, deutsche Schauspielerin und Operettensängerin (* 1904)
- 23. Juni: Jimmy Lee Fautheree, US-amerikanischer Country- und Rockabilly-Sänger (* 1934)
- 24. Juni: Trudeliese Schmidt, deutsche Opernsängerin (Mezzosopran) (* 1942)
- 24. Juni: Margot Guilleaume, deutsche Opernsängerin (Sopran) und Hochschullehrerin (* 1910)
- 25. Juni: Imanol Larzabal, spanischer Sänger und Komponist (* 1947)
- 26. Juni: Naomi Schemer, israelische Sängerin und Songwriterin (* 1930)
- 27. Juni: Carlos Botto Vallarino, chilenischer Komponist und Musikpädagoge (* 1923)
- 27. Juni: Fausto Romitelli, italienischer Komponist (* 1963)
- 28. Juni: Jean Boyer, französischer Organist, Komponist und Professor für Orgel (* 1948)
- 28. Juni: Arthur Harper, US-amerikanischer Jazzmusiker (Kontrabass, Komposition) (* 1939)

### Juli
- 01. Juli: Todor Skalovski, mazedonischer Komponist (* 1909)
- 04. Juli: Jean-Marie Auberson, Schweizer Dirigent und Geiger (* 1920)
- 04. Juli: Jean-Louis Florentz, französischer Komponist (* 1947)
- 05. Juli: Syreeta, US-amerikanische Soul-Sängerin und Songwriterin (* 1946)
- 06. Juli: Pawel Gerassimowitsch Lisizian, russisch-armenischer Bariton (* 1911)
- 09. Juli: Freddie Gambrell, US-amerikanischer Jazzmusiker (Piano, Viola, Trompete) (* 1936)
- 13. Juli: Arthur Kane, US-amerikanischer Musiker (* 1949)
- 13. Juli: Carlos Kleiber, österreichischer Dirigent (* 1930)
- 15. Juli: Yoko Watanabe, japanische Opernsängerin (Sopran) (* 1953)
- 16. Juli: Billy Mo, Jazz-Trompeter und Schlagersänger (* 1923)
- 19. Juli: Caitro Soto, peruanischer Perkussionist, Sänger und Komponist (* 1934)
- 20. Juli: Leonardo Velázquez, mexikanischer Komponist und Dirigent (* 1935)
- 20. Juli: James Williams, US-amerikanischer Jazzpianist, -komponist und -arrangeur, Musikdozent und -produzent (* 1951)
- 21. Juli: Josef Bach, deutscher Geiger, Komponist und Arrangeur (* 1921)
- 21. Juli: Jerry Goldsmith, US-amerikanischer Filmmusikkomponist (* 1929)
- 22. Juli: Arthur Crier, US-amerikanisches Doo-Wop-Sänger und Komponist (* 1935)
- 22. Juli: Sacha Distel, französischer Chansonnier, Jazzgitarrist und Komponist (* 1933)
- 22. Juli: Illinois Jacquet, US-amerikanischer Jazzmusiker (* 1922)
- 22. Juli: Serge Reggiani, französischer Schauspieler und Chansonnier (* 1922)
- 23. Juli: Ferry Gruber, österreichisch-deutscher Opern- und Operettensänger (Tenor) (* 1926)
- 23. Juli: Carlos Paredes, portugiesischer Komponist (* 1925)
- 23. Juli: Piero Piccioni, italienischer Filmkomponist und Anwalt (* 1921)
- 24. Juli: Bob Azzam, ägyptischer Sänger, Bandleader und Komponist (* 1925)
- 24. Juli: Claude Ballif, französischer Komponist (* 1924)
- 24. Juli: Gabriele von Glasow, deutsche Malerin, Gesangspädagogin und Sängerin (* 1928)
- 24. Juli: Leopold M. Kantner, deutscher Geistlicher, Musikwissenschaftler, Kirchenmusiker und Komponist (* 1932)
- 26. Juli: Sipho Gumede, südafrikanischer Jazz- und Fusionmusiker (Bass, Gesang) (* 1952)
- 27. Juli: Elio Palumbo, italienischer Musikproduzent und Filmregisseur (* 1933)
- 28. Juli: Olivier Winterstein, französischer Musikwissenschaftler und Orchester-Intendant (* 1951)
- 30. Juli: Jan Hanuš, tschechischer Komponist (* 1915)

### August
- 03. August: Ray McKinney, US-amerikanischer Jazz-Bassist (* 1931)
- 03. August: Albi Rosenthal, britischer Musikantiquar und Musikwissenschaftler (* 1914)
- 05. August: Uri Adelman, israelischer Autor, Musiker, Komponist, Computerexperte und Dozent (* 1958)
- 05. August: Willie Egan, US-amerikanischer R&B-Sänger und Pianist (* 1933)
- 06. August: Rick James, US-amerikanischer Sänger, Songwriter und Musikproduzent (* 1948)
- 06. August: Argentino Ledesma, argentinischer Tango-Musiker (* 1928)
- 07. August: Granville T. Hogan, US-amerikanischer Schlagzeuger des Modern Jazz (* 1929)
- 09. August: Tony Mottola, US-amerikanischer Jazzgitarrist und Filmkomponist (* 1918)
- 09. August: David Raksin, US-amerikanischer Filmkomponist und Dozent (* 1912)
- 10. August: Václav Lídl, tschechischer Komponist (* 1922)
- 10. August: Rolf Schneebiegl, deutscher volkstümlicher und Jazz-Musiker (Vibraphon, Trompete) (* 1924)
- 10. August: Hans-Jürgen Wille, deutscher Musikpädagoge, Chorleiter und Kantor (* 1930)
- 11. August: Orlando Medina, argentinischer Tangosänger (* 1918)
- 12. August: Gnonnas Pedro, beninischer Sänger und Komponist (* 1943)
- 14. August: Brian Ogilvie, kanadischer Jazzmusiker (Klarinette, Saxophon) und Komponist (* 1954)
- 15. August: Semiha Berksoy, türkische Opernsängerin, Malerin und Schauspielerin (* 1910)
- 15. August: Mario Luna, argentinischer Tangosänger (* 1935)
- 16. August: Gertraud Kaltenecker, deutsche Komponistin und Sängerin (* 1915)
- 17. August: Gérard Souzay, französischer Opern- und Liedsänger (Bariton) (* 1918)
- 18. August: Elmer Bernstein, US-amerikanischer Filmmusik-Komponist (* 1922)
- 18. August: Joe Dodge, US-amerikanischer Jazz-Schlagzeuger (* 1922)
- 18. August: Gerhard Rehm, Kirchenmusiker, Komponist, Chorleiter und Orgelsachverständiger (* 1926)
- 19. August: Charles Reiner, kanadischer Pianist und Musikpädagoge (* 1924)
- 20. August: Martin Banks, US-amerikanischer Jazztrompeter (* 1936)
- 26. August: Laura Branigan, US-amerikanische Sängerin, Songwriterin und Schauspielerin (* 1952)
- 29. August: Hans Vonk, niederländischer Dirigent (* 1942)
- 31. August: Joe Barry, US-amerikanischer Popmusik-Sänger (* 1939)
- 31. August: Adelmo Melecci, kanadischer Organist, Komponist und Musikpädagoge (* 1899)
- 31. August: Carl Wayne, britischer Sänger und Schauspieler (* 1943)

### September
- 01. September: Raful Neal, US-amerikanischer Bluessänger, Mundharmonikaspieler und Songwriter (* 1936)
- 02. September: Kieth Engen, US-amerikanischer Opernsänger (Bass) (* 1925)
- 04. September: Gerhard Trubel, deutscher Kirchenmusiker und Komponist (* 1917)
- 07. September: Roland Dupont, US-amerikanischer Jazz- und Studiomusiker (Posaune) (* 1909)
- 08. September: Dan Spătaru, rumänischer Sänger (* 1939)
- 09. September: Ernie Ball, US-amerikanischer Musiker (* 1930)
- 10. September: Gordon Brisker, US-amerikanischer Jazz-Tenorsaxophonist und Flötist sowie Hochschullehrer (* 1937)
- 11. September: Juraj Beneš, slowakischer Komponist, Lehrer und Pianist (* 1940)
- 11. September: Fred Ebb, US-amerikanischer Songschreiber und Musical-Texter (* 1928)
- 11. September: Rudolf Hansen, österreichischer Jazzmusiker (Kontrabass) und Hochschullehrer (* 1924)
- 12. September: Kenny Buttrey, US-amerikanischer Schlagzeuger und Studiomusiker (* 1945)
- 13. September: Weldon Rogers, US-amerikanischer Rockabilly- und Country-Musiker sowie Produzent (* 1927)
- 13. September: Erwin Weiss, österreichischer Komponist, Chorleiter, Pianist und Musikpädagoge (* 1912)
- 14. September: Giuni Russo, italienische Sängerin und Songwriterin (* 1951)
- 15. September: Johnny Ramone, US-amerikanischer Gitarrist (* 1948)
- 16. September: Izora Armstead, US-amerikanische Sängerin (* 1942)
- 16. September: Dolly Rathebe, südafrikanische Jazz- und Blues-Sängerin und Schauspielerin (* 1928)
- 17. September: Bert Breit, österreichischer Komponist, Journalist, Filmemacher, Schauspieler und Zeichner (* 1927)
- 18. September: Klara Michailowna Rumjanowa, sowjetische bzw. russische Schauspielerin und Sängerin (* 1929)
- 19. September: Skeeter Davis, US-amerikanische Country- und Popmusik-Sängerin (* 1931)
- 19. September: Waldren Joseph, US-amerikanischer Posaunist (* 1918)
- 20. September: Günter Ilgner, deutscher Musikproduzent und Musikverleger (* 1926)
- 23. September: Lucille Dixon, US-amerikanische Jazzkontrabassistin (* 1923)
- 23. September: Roy Drusky, US-amerikanischer Country-Sänger und Songwriter (* 1930)
- 23. September: André Hazes, niederländischer Schlagersänger (* 1951)
- 23. September: Johnny Simmen, Schweizer Jazzautor und Musikproduzent (* 1918)
- 27. September: Harry de Groot, niederländischer Komponist (* 1920)
- 27. September: Shobha Gurtu, indischen Sängerin (* 1925)
- 28. September: Liviu Comes, rumänischer Komponist (* 1918)
- 29. September: Theophil Rothenberg, deutscher evangelischer Kirchenmusiker und Herausgeber (* 1912)
- 29. September: Heinz Wallberg, deutscher Dirigent, Kapellmeister und Generalmusikdirektor (* 1923)
- 30. September: Jacques Levy, US-amerikanischer Liedermacher, Theaterregisseur und Psychologe (* 1935)

### Oktober
- 02. Oktober: Bjørnar Andresen, norwegischer Jazz-Musiker (Bass, Gitarre, Banjo) (* 1945)
- 02. Oktober: Roland Faulkner, US-amerikanischer Jazzgitarrist (* 1932)
- 02. Oktober: Max Geldray, niederländisch-US-amerikanischer Mundharmonikaspieler (* 1916)
- 03. Oktober: Vernon Alley, US-amerikanischer Jazz-Bassist und Hörfunkmoderator (* 1915)
- 03. Oktober: Miriam Solovieff, US-amerikanische Geigerin und Musikpädagogin (* 1921)
- 06. Oktober: Marvin Santiago, puerto-ricanischer Salsamusiker (* 1947)
- 06. Oktober: Clem Tholet, rhodesischer Sänger (* 1948)
- 07. Oktober: Miki Matsubara, japanische Sängerin, Liedtexterin und Komponistin (* 1959)
- 07. Oktober: Takahiro Sonoda, japanischer Pianist (* 1928)
- 08. Oktober: Daniel Maggiolo, uruguayischer Komponist und Musikpädagoge (* 1956)
- 10. Oktober: Kelsey Jones, kanadischer Komponist, Cembalist, Pianist, Organist, Dirigent und Musikpädagoge (* 1922)
- 12. Oktober: Hans Georg Brunner-Schwer, deutscher Jazzproduzent, Tonmeister und Labelbetreiber (* 1927)
- 12. Oktober: Phyllis Joyce McClean Punnett, vincentische Lehrerin und Musikerin (* 1917)
- 14. Oktober: Alberto Alén Pérez, kubanischer Cellist und Musikwissenschaftler (* 1948)
- 14. Oktober: Cordell Jackson, US-amerikanische Rockabilly-Musikerin, Schauspielerin und Label-Betreiberin (* 1923)
- 15. Oktober: David Godin, englischer Soulmusiker und Musikjournalist (* 1936)
- 17. Oktober: Robert-Alexander Bohnke, deutscher Pianist und Hochschullehrer (* 1927)
- 17. Oktober: Jean Bonal, französischer Jazzgitarrist (* 1925)
- 17. Oktober: Celio González, kubanischer Sänger (* 1924)
- 19. Oktober: Urszula Mitrenga-Wagner, polnische Pianistin, Opernsängerin (Alt) sowie Gesangs- und Klavierpädagogin (* 1948)
- 21. Oktober: Flor Roffé de Estévez, venezolanische Musikpädagogin und Komponistin (* 1921)
- 23. Oktober: Christian Haas, deutscher Musiker (* 1956)
- 23. Oktober: Robert Merrill, US-amerikanischer Opernsänger (Bariton) (* 1917)
- 24. Oktober: Elisabeth Jalbert, deutsche Gesangspädagogin (* 1922)
- 25. Oktober: John Peel, britischer Radiomoderator und DJ (* 1939)
- 26. Oktober: Robin Kenyatta, US-amerikanischer Altsaxophonist und Flötist (* 1942)
- 26. Oktober: Ricardo Odnoposoff, argentinischer österreichisch-US-amerikanischer Violinist (* 1914)
- 27. Oktober: Claude Helffer, französischer Pianist (* 1922)
- 27. Oktober: Zdenko Runjić, jugoslawischer bzw. kroatischer Komponist und Musiker (* 1942)
- 28. Oktober: Gertrud Burgsthaler-Schuster, österreichische Opernsängerin (Mezzosopran, Alt) sowie Gesangspädagogin (* 1916)
- 28. Oktober: Gil Mellé, US-amerikanischer bildender Künstler, Jazzmusiker (Baritonsaxophon, Tenorsaxophon, Tasteninstrumente) und Filmkomponist (* 1931)
- 29. Oktober: Washington Castro, argentinischer Komponist, Dirigent und Cellist (* 1909)
- 29. Oktober: Jimmy Lovelace, US-amerikanischer Jazz-Schlagzeuger (* 1940)
- 29. Oktober: Vaughn Meader, US-amerikanischer Comedian, Parodist, Musiker und Schauspieler (* 1936)
- 29. Oktober: Pierre Thibaud, französischer Trompeter und Musikpädagoge (* 1929)
- 30. Oktober: Billy Jim Layton, US-amerikanischer Komponist (* 1924)
- 31. Oktober: Egon Schulz, deutscher Opernsänger (Bariton) (* 1935)

### November
- 01. November: Mark Ledford, US-amerikanischer Jazzsänger, -trompeter, -gitarrist und -schlagzeuger (* 1960)
- 01. November: Mac Dre, US-amerikanischer Gangsta-Rapper (* 1970)
- 03. November: Joe Bushkin, US-amerikanischer Jazzpianist und Bandleader (* 1916)
- 03. November: Bishop Perry Tillis, US-amerikanischer Bluesmusiker (* 1919)
- 04. November: Robert Heaton, britischer Schlagzeuger und Songwriter (* 1961)
- 06. November: Pete Jolly, US-amerikanischer Jazz-Pianist und Akkordeonist (* 1932)
- 07. November: Howard Keel, US-amerikanischer Schauspieler und Sänger (* 1919)
- 07. November: Basil Spears, US-amerikanische Jazz- und Bluesmusikerin (Gesang, Piano, Orgel) (* 1921)
- 08. November: Bruno Bettinelli, italienischer Komponist (* 1913)
- 11. November: Uwe Arkuszewski, deutscher Radiomoderator, Sänger und Entertainer (* 1962)
- 12. November: Usko Meriläinen, finnischer Komponist und Dirigent (* 1930)
- 12. November: Frederik Prausnitz, deutsch-US-amerikanischer Dirigent (* 1920)
- 13. November: John Balance, britischer Musiker (* 1962)
- 13. November: Domingo Cura, argentinischer Perkussionist (* 1929)
- 13. November: Ol’ Dirty Bastard, US-amerikanischer Rapper (* 1968)
- 13. November: Carlo Rustichelli, italienischer Filmmusikkomponist (* 1916)
- 14. November: Michel Colombier, französischer Filmkomponist (* 1939)
- 16. November: Massimo Freccia, italienischer Dirigent (* 1906)
- 18. November: Cy Coleman, US-amerikanischer Komponist und Jazzpianist (* 1929)
- 19. November: Terry Melcher, US-amerikanischer Musikproduzent und Songwriter (* 1942)
- 19. November: Helga Riemann, österreichische Komponistin, Musikpädagogin, Musiktherapeutin und Journalistin (* 1924)
- 20. November: Bob Maize, US-amerikanischer Jazzbassist (* 1945)
- 21. November: Tuncay Akdoğan, alevitisch-türkischer Sänger (* 1959)
- 21. November: Clarence Rivers, US-amerikanischer Geistlicher, Komponist und Autor (* 1931)
- 24. November: Hugo Dudli, Schweizer Komponist, Arrangeur, Chorleiter, Dirigent und Seminarlehrer (* 1930)
- 24. November: Frank Hille, deutscher Musiker (* 1949)
- 25. November: František Smetana, tschechischer Cellist und Musikpädagoge (* 1914)
- 30. November: Blanche Moerschel, US-amerikanische Komponistin, Organistin, Pianistin und Musikpädagogin (* 1915)

### Dezember
- 01. Dezember: Norman Newell, britischer Musikproduzent und Songtexter (* 1919)
- 02. Dezember: Kevin Coyne, britischer Rockmusiker, Maler und Autor (* 1944)
- 02. Dezember: Cachita Galán, argentinische Sängerin sowie Film- und Fernsehschauspielerin (* 1943)
- 02. Dezember: Bernd Rusinski, deutscher Schlagersänger und Komponist (* 1954)
- 03. Dezember: Willem Duyn, niederländischer Sänger (* 1937)
- 03. Dezember: Peter Fischer, deutscher Oboist (* 1925)
- 03. Dezember: Helga Forner, deutsche Gesangspädagogin und -professorin (* 1936)
- 03. Dezember: Marek Stachowski, polnischer Komponist (* 1936)
- 04. Dezember: Elena Souliotis, griechische Opernsängerin (Sopran) (* 1943)
- 05. Dezember: Peter Kirsten, deutscher Musiker, Produzent und Musikverleger (* 1935)
- 05. Dezember: Delsey McKay, US-amerikanische Jazzpianistin, Sängerin und Songwriterin (* 1924)
- 05. Dezember: Albert E. Kaiser, Schweizer Dirigent und Musikpädagoge (* 1920)
- 07. Dezember: Frederick Fennell, US-amerikanischer Dirigent, Komponist und Musikpädagoge (* 1914)
- 07. Dezember: Zuzana Navarová, tschechische Sängerin und Komponistin (* 1959)
- 08. Dezember: Dimebag Darrell, US-amerikanischer Gitarrist (* 1966)
- 08. Dezember: Suzette Forgues Halasz, kanadische Cellistin und Hochschullehrerin (* 1918)
- 08. Dezember: José Libertella, italo-argentinischer Bandoneonspieler, Bandleader, Arrangeur und Komponist (* 1933)
- 08. Dezember: Jackson Mac Low, US-amerikanischer Lyriker, Komponist (* 1922)
- 09. Dezember: Claude Garden, französisch-kanadischer Mundharmonikaspieler (* 1937)
- 09. Dezember: Mermon Parwin, afghanische Sängerin (* 1924)
- 10. Dezember: Danny Hayes, US-amerikanischer Jazzmusiker (Trompete) (* 1946)
- 11. Dezember: M. S. Subbulakshmi, indische Sängerin karnatischer Musik (* 1916)
- 12. Dezember: Herbert Dreilich, deutscher Rockmusiker (* 1942)
- 12. Dezember: Frank Isola, amerikanischer Jazz-Schlagzeuger (* 1925)
- 14. Dezember: Britta Neander, deutsche Musikerin und Zeichnerin (* 1956)
- 16. Dezember: Martha Carson, US-amerikanische Country-Gospel-Musikerin (* 1921)
- 17. Dezember: Dick Heckstall-Smith, britischer Blues-, Rock- und Jazz-Saxophonist (* 1934)
- 19. Dezember: Jeffrey Burns, US-amerikanischer Komponist und Pianist (* 1950)
- 19. Dezember: Gerhard Ewald Rischka, deutscher Komponist, Musiker und Dirigent (* 1903)
- 19. Dezember: Renata Tebaldi, italienische Opernsängerin (Spinto-Sopran) (* 1922)
- 20. Dezember: Son Seals, US-amerikanischer Blues-Musiker (* 1942)
- 21. Dezember: Roland Ploeger, deutscher Komponist, Organist und Musik-Professor (* 1928)
- 22. Dezember: Horst Meyer-Selb, deutscher Musiker, Pianist, Komponist und Musikpädagoge (* 1933)
- 23. Dezember: Rainer Bertram, deutscher Schlagersänger und Fernsehregisseur (* 1932)
- 23. Dezember: John W. Duarte, englischer Gitarrist, Komponist, Musikpädagoge und Musikkritiker (* 1919)
- 23. Dezember: Ifor James, britischer Hornist (* 1931)
- 24. Dezember: Jan van Vlijmen, niederländischer Komponist (* 1935)
- 26. Dezember: Aki Sirkesalo, finnischer Musiker und Fernsehmoderator (* 1962)
- 26. Dezember: Mieszko Talarczyk, schwedischer Musiker und Musikproduzent (* 1974)
- 27. Dezember: Hank Garland, US-amerikanischer Jazz- und Country-Gitarrist (* 1930)
- 28. Dezember: Mel Davis, US-amerikanischer Jazz- und Unterhaltungsmusiker (Trompete, Arrangement) (* 1931)
- 29. Dezember: George Syran, US-amerikanischer Jazzpianist (* 1928)
- 30. Dezember: Artie Shaw, US-amerikanischer Jazz-Klarinettist, Arrangeur, Komponist, Bandleader und Autor (* 1910)
- 30. Dezember: Muriel Stafford, kanadische Organistin, Chorleiterin und Musikpädagogin (* 1906)

### Genaues Todesdatum unbekannt
- Gerhard Bork, deutscher Kirchenmusiker (* 1917)
- Georges Codling, kanadischer Pianist, Organist, Dirigent und Komponist (* 1915)
- Ernesto Cortázar Jr., mexikanischer klassischer Komponist und Pianist (* 1940)
- Johannes Haas, deutscher Musiker, Komponist, Herausgeber und Chorleiter (* 1931)
- Hans-Peter Jannoch, deutscher Dirigent, Komponist und Pianist (* 1938)
- Hermann Josef Nellessen, deutscher Dirigent und Komponist (* 1923)
- Leo Roth, österreichischer Chasan (* 1921)
- Elisabeth Schwarzenberg, österreichische Opernsängerin (Sopran) (* 1926)
- Hugo Steurer, deutscher Pianist und Musikpädagoge (* 1914)
- Eva Christina Vollmer, deutsche Kunsthistorikerin, Musikwissenschaftlerin und Germanistin (* 1947)
- Ludmilla Ymeri, albanische Cellistin und Musikpädagogin tschechischer Herkunft (* 1924)